# عادل عسيران
عادل عسيران (1905 - 1998)، رئيس سابق للمجلس النيابي اللبناني حيث ترأس المجلس النيابي من 13 أغسطس/آب 1953 حتى 15 أكتوبر/تشرين الأول 1959. عين وزيراً لأكثر من مرة، كما كان عضواً في مجلس النواب لأكثر من مرة. من أبنائه النائب في مجلس النواب علي عسيران.
وهو سليل عائلة تعاطت التجارة والسياسة منذ القرن السابع عشر ميلادي.

## نسب عادل عسيران
هو عادل بن عبد الله بن علي بن حسين بن إبراهيم بن عبيد بن عسيران.
وعائلة عسيران (بالإنكليزية: Osseiran family) هي عائلة لبنانية، تعود بأصولها إلى بني أسد الذين كانوا يقطنون في جنوب العراق، نزح بعض منهم واستقرّ في البقاع اللبناني.
وبحسب الكاتب والمؤرخ اللبناني (أحمد أبو سعد) فإن أسلاف هذه العائلة هاجروا من العراق إلى بلاد الشام في المرحلة الأولى، وانتهى المطاف ببعضهم في مدينة بعلبك في البقاع اللبناني وذلك في القرن السابع عشر ميلادي.

### عسيران الجد الأعلى للعائلة
يعتبر عسيران الجد الأعلى للعائلة، وهو أخو سليمان ومصطفى أولاد الحاج داوود سليمان. ومن هؤلاء الثلاثة تفرعت عوائل (عسيران) و(سليمان) و(حيدر)، أما عسيران فنزح إلى صيدا وأما سليمان ومصطفى فبقوا في البقاع.
وقد نشب خلاف بين الجد المباشر للعائلة المعروف ب(عسيران) وبين الحرافشة (أمراء آل حرفوش) حكام البقاع آنذاك، فهاجر من بعلبك واستقرّ في صيدا، خوفا على ثروته، حيث بدأ عمله التجاري فيها واشترى العديد من الأراضي والعقارات في صيدا وتوابعها وفي كفرحتى وكفرفيلا واللوبية وكفربيت ومطرية الشومر وغيرها.
وله من الأولاد (عبيد) ويقال أن له ولد يدعي (علي) أيضا.
ومن أولاد عبيد (إبراهيم عبيد عسيران) الذي كان ثريا وتوفي في العام 1190 هجرية ودفن في مقبرة صيدا.
ومن أولاد إبراهيم : (حسين) و(محمد)
المعلومات المتوافرة عن الأجيال الأولى من هذه العائلة قليلة جدا، إلا أن الأكيد أنهم كانوا عموما يعملون بالتجارة وعرفوا على أنهم تجار.

### حسين إبراهيم عبيد عسيران
كان رجلا مهيبا، وكان يرى التفرقة والتمييز بحق جماعته في صيدا وفي بلاد الشام، فاستغلّ فرصة حضور عمّة شاه إيران إلى الشام وهي في طريقها إلى الحج، فذهب لإستقبالها وشكا إليها الظلم اللاحق بجماعته، فأوعزت إلى ابن أخيها (شاه إيران) بتعيينه شهبندرا (قنصلا) للإيرانيين في صيدا. وذلك في العام 1265 هجرية (حوالي عام 1849 ميلادي)، ونال مع عائلته على أثرها الجنسية الفارسية.
وقد تزوّج حسين عسيران من امرأة من آل (مرموش) وكان أهلها حكاما على مقاطعة كفرحونة، وبعد وفاته وضعت الدولة العثمانية يدها على أملاكه بجحة أنها أملاك للأجانب الذين لا يحق لهم التملّك في السلطنة.
ومن أولاد حسين عسيران : خليل ومحمد وسليمان وعلي.
وبعد وفاة والده توجّه (علي حسين إبراهيم عسيران) إلى الأستانة لاستنقاذ أملاك والده المصادرة، وقد أسعفه الحظ أنه بلغ الآستانة وكان شاه إيران قد قدم إليها فالتقاه فيها، وأنعم عليه وعيّنه مكان أبيه قنصلا للإيرانيين في صيدا وتوسّط له الشاه عند السلطان العثماني عبد الحميد لاستصدار فرمان يعيد له أملاكهم المصادرة. وقد مُنح الحاج علي عسيران (جد عادل عسيران) لقب الأفندي (أو أفندم) من قبل السلطان العثماني.
كان للحاج علي عسيران خمسة أولاد ذكور وهم راشد، عبد الله، رضا، نجيب وكميل، توفي ثلاثة منهم في الطاعون خلال الحرب العالمية الأولى، وكما شارك الباقون بالثورة العربية الكبرى التي شهدتها البلاد ضد الأتراك والعثمانيين.
وبعد وفاة الحاج علي عسيران عيّن ابنه (عبد الله عسيران) والد عادل عسيران قنصلا إيرانيا في صيدا.

### محمد إبراهيم عبيد عسيران
كان من أهل العلم ترك جبل عامل وجاور النجف وعاش فيهل ما يقارب السنتين حتى وفاته، وله فيها أوقاف باسمه. له من الأولاد إبراهيم وحسن.
أما الحاج حسن بن محمد بن إبراهيم عسيران، كان من الأثرياء وقد تملّك ما يزيد عن العشرين قرية في جبل عامل وحده، ومن أولاده الشيخ منير عسيران والحاج أحمد بن حسن عسيران الذي كان قنصلا لإيران في عكا، وصهرا للشيخ عبد الله نعمة. ومن أولاد الحاج أحمد عسيران، الشيخ محي الدين عسيران.
كما كان الحاج حسن عسيران (ابن عم الحاج علي عسيران) أحد رواد العلم والعمل الخيري في عصره وقد شغل أولاده عدة مناصب دبلوماسية في أكثر من مدينة عربية.
في العام 1930 ميلادي تنازل معظم أبناء عسيران عن الجنسية الإيرانية التي كانوا يحملونها، وحملوا الجنسية اللبنانية، أما الأشخاص الذين كانوا خارج لبنان فأبقوا على جنسياتهم الإيرانية حتى مطلع العام 1990 ميلادي.
جدير بالذكر أن عائلة عسيران منهم لبنانيون ومنهم إيرانيون ومنهم عراقيون.
ومن المعروف أن آل عسيران موزعون على الطوائف في لبنان فمنهم الشيعة (وهم الغالب) ومنهم السنة ومنهم المسيحيون.

## عائلة عادل عسيران
برز من أولاده :
1. عبد الله عادل عسيران: اغتيل في صيدا وهو الولد البكر للرئيس عادل عسيران
2. علي عسيران : وهو نائب لأكثر من دورة في البرلمان اللبناني
3. ليلى عسيران :وهي زوجة السياسي العراقي أحمد الجلبي
4. سامية عسيران : وهي شاعرة ورسامة وناشطة اجتماعية
5. له ولد يدعى (عبد الله) مات شابا وهو كبير أولاده الذكور.

## الوزارات التي تولاها
- في الوزارة الأولى بعد الاستقلال عام 1943 برئاسة الرئيس رياض الصلح بعهد الرئيس بشارة الخوري عين وزيراً للإعاشة ووزيراً للتجارة والصناعة.[5]
- في عام 1969 عين وزيراً للداخلية وذلك في حكومة الرئيس رشيد كرامي بعهد الرئيس شارل حلو، وهي حكومة استمرت من 15 يناير/كانون الثاني إلى 22 يناير من هذا العام.
- في عام 1969 عين وزيراً للعدل في حكومة الرئيس رشيد كرامي بعهد الرئيس شارل حلو واستمرت الحكومة من تاريخ تشكيلها في 25 نوفمبر/تشرين الثاني 1969 إلى 13 أكتوبر 1970/تشرين الأول.
- عين وزيرا للعدل في حكومة الرئيس رشيد الصلح بعهد الرئيس سليمان فرنجية وذلك من 31 أكتوبر/تشرين الأول 1974 إلى 23 مايو/أيار 1975.
- عين وزيراً للأشغال العامة والنقل ووزيراً للاقتصاد الوطني والتجارة ووزيراً للعدل وذلك في حكومة الرئيس رشيد كرامي بعهد الرئيس سليمان فرنجية وذلك منذ 1 يوليو/تموز 1975، وذلك حتى 15 سبتمبر/أيلول 1976.
- عين وزيراً للعدل ووزيراً للتربية الوطنية والفنون الجميلة ووزيراً للتصميم العام وذلك من 15 سبتمبر/أيلول 1976 حتى 9 ديسمبر/كانون الأول 1976 وذلك بحكومة الرئيس رشيد كرامي بعهد الرئيس سليمان فرنجية.
- عين وزيراً للدفاع الوطني ووزيراً للزراعة وذلك من 30 ابريل/نيسان 1984 إلى 22 سبتمبر 1988 وذلك بحكومة الرئيس رشيد كرامي في عهد الرئيس أمين الجميّل.

## وصلات خارجية
- عادل عسيران، 1905-1998 -كلام على الوطن

## المصدار والمراجع
1. ↑  مجلس الوزراء اللبناني - وزراء سابقون نسخة محفوظة 5 مارس 2016 على موقع واي باك مشين.
2. ↑  معلومات هذه الفقرة مترجمة عن مقالة osseiran family من ويكيبيديا الإنكليزية أنظر الرابط [الإنجليزية]
3. ↑  أعيان الشيعة - السيد محسن الأمين - المجلّد الثاني - صفحة 497
4. ↑  معجم أسماء الأسر والأشخاص ولمحات من تاريخ العائلات -احمد أبو سعد دار العلم للملايين
5. ↑  لمحة تاريخية من مجلس النواب اللبناني [وصلة مكسورة] نسخة محفوظة 28 مايو 2009 على موقع واي باك مشين.